# Chase Village
Chase Village es una villa de Trinidad y Tobago, que forma parte de la región de Couva-Tabaquite-Talparo.

## Geografía
La villa abarca parte de la isla Trinidad y limita al norte con Agostini Village, al sur con Freeport, al este con Carlsen Field y Freeport y al oeste con Carapichaima.

## Demografía
Datos demográficos de la villa de Chase Village:
| Gráfica de evolución demográfica de Chase Village entre 2000 y 2011 |
|                                                                     |